# 訃報 2001年9月
訃報 2001年9月（ふほう 2001ねん9がつ）では、2001年（平成13年）9月中に物故した、又は物故が報じられた人物についてまとめる。

## （1日 - 15日）

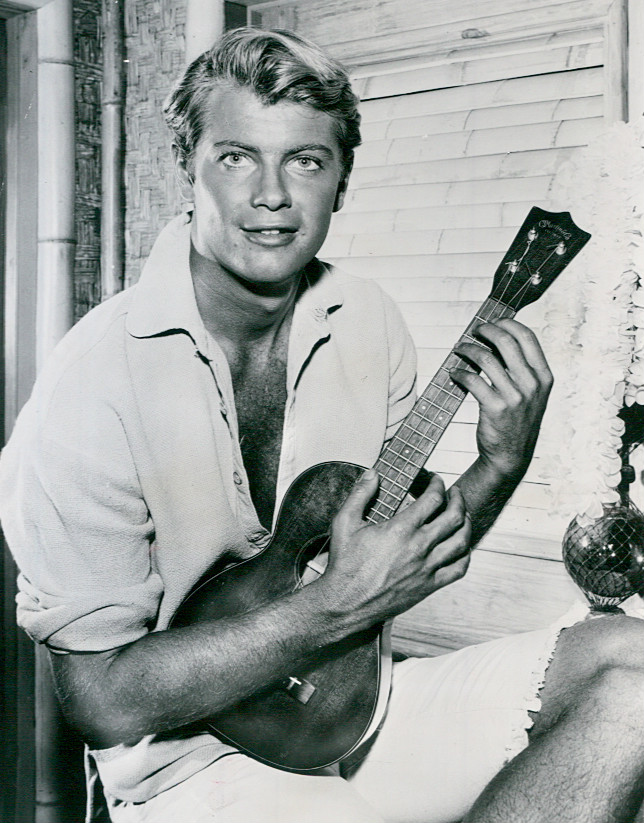
トロイ・ドナヒュー / 9月2日没

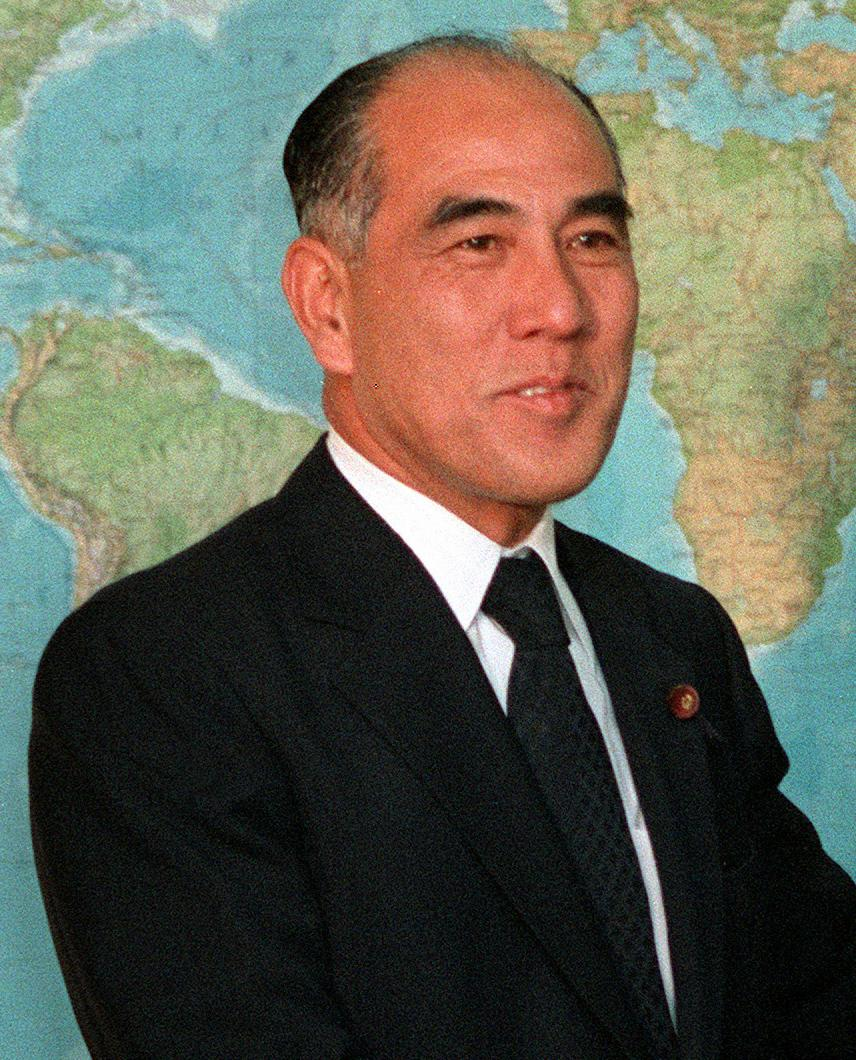
伊藤宗一郎 / 9月4日没

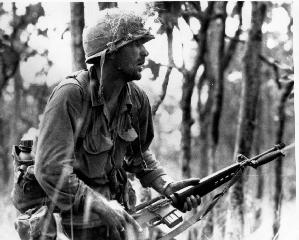
リック・レスコーラ / 9月11日没

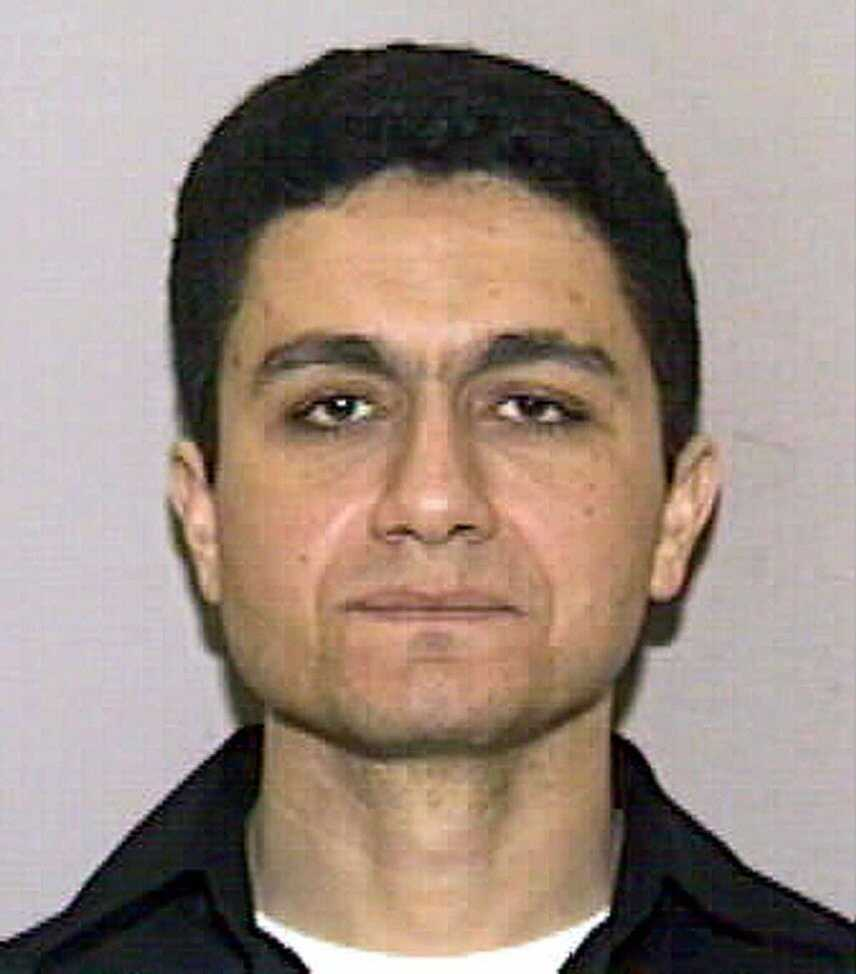
モハメド・アタ / 9月11日没

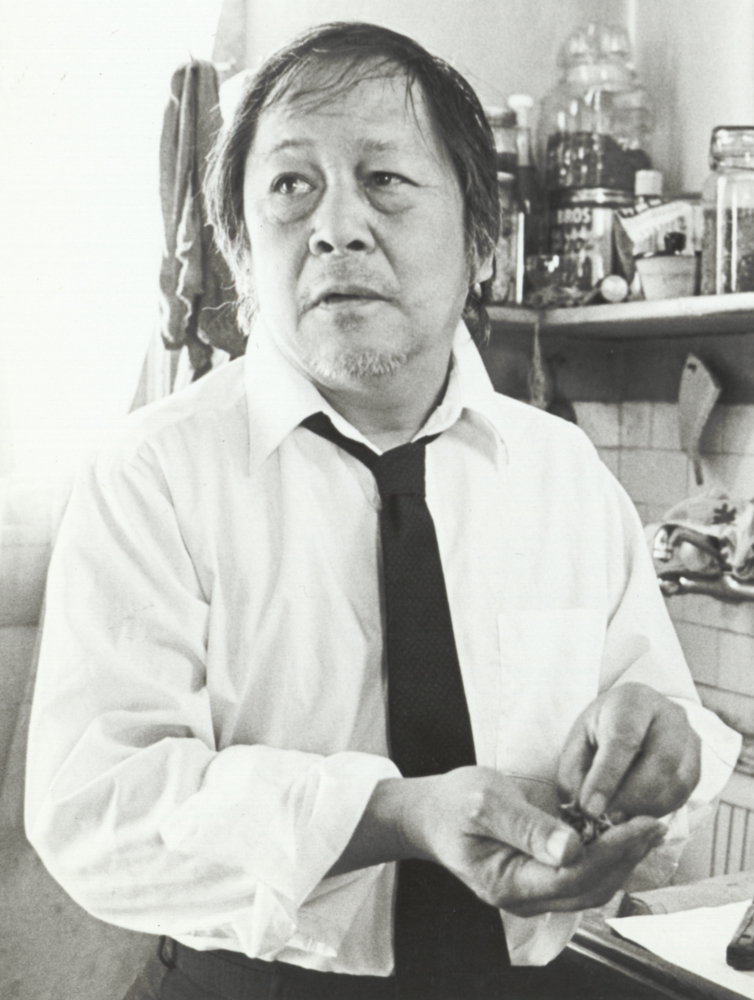
ヴィクター・ウォン / 9月12日没

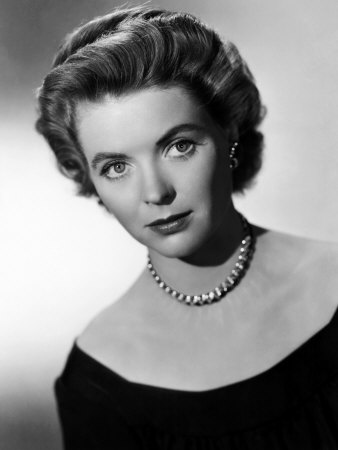
ドロシー・マクガイア / 9月13日没

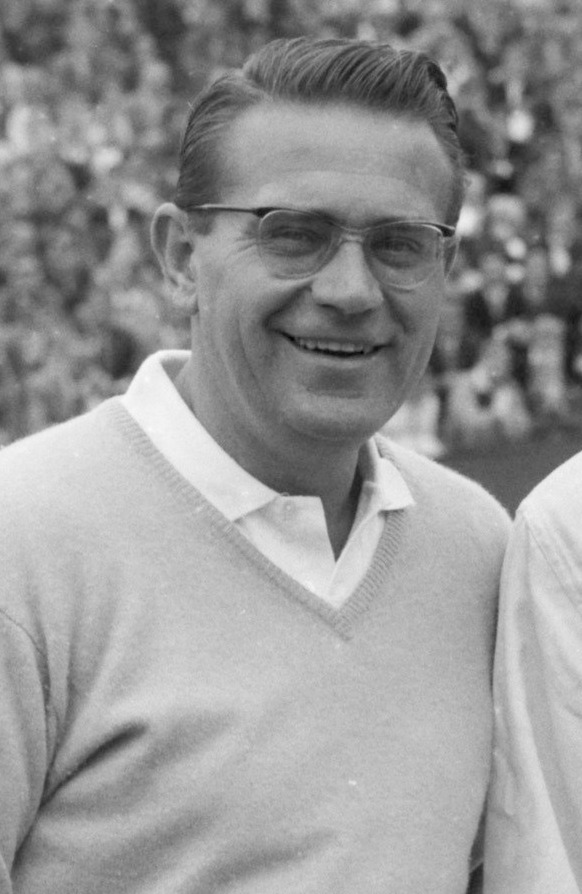
ヤロスラフ・ドロブニー / 9月13日没

- 9月2日 - 木部佳昭、政治家（* 1926年）
- 9月2日 - トロイ・ドナヒュー、俳優（* 1936年）
- 9月4日 - 伊藤宗一郎、政治家、第69代衆議院議長（* 1924年）
- 9月4日 - 萩元晴彦、テレビプロデューサー（* 1930年）
- 9月9日 - 相米慎二、映画監督（* 1948年）
- 9月9日 - アフマド・シャー・マスード、政治家、アフガニスタン国防相・北部同盟副大統領兼軍司令官（* 1953年）
- 9月11日（アメリカ同時多発テロ事件）
  - リック・レスコーラ（* 1939年）
  - デイビット・エンジェル（* 1946年）
  - ガーネット・ベイリー（* 1948年）
  - モハメド・アタ（* 1968年）
  - トッド・ビーマー（* 1968年）
  - ファイヤーズ・バニーハンマード（* 1977年）
- 9月12日 - ヴィクター・ウォン、俳優（* 1927年）
- 9月13日 - ドロシー・マクガイア、女優（* 1913年）
- 9月13日 - ヤロスラフ・ドロブニー、テニス選手、アイスホッケー選手（* 1921年）

## （16日 - 30日）

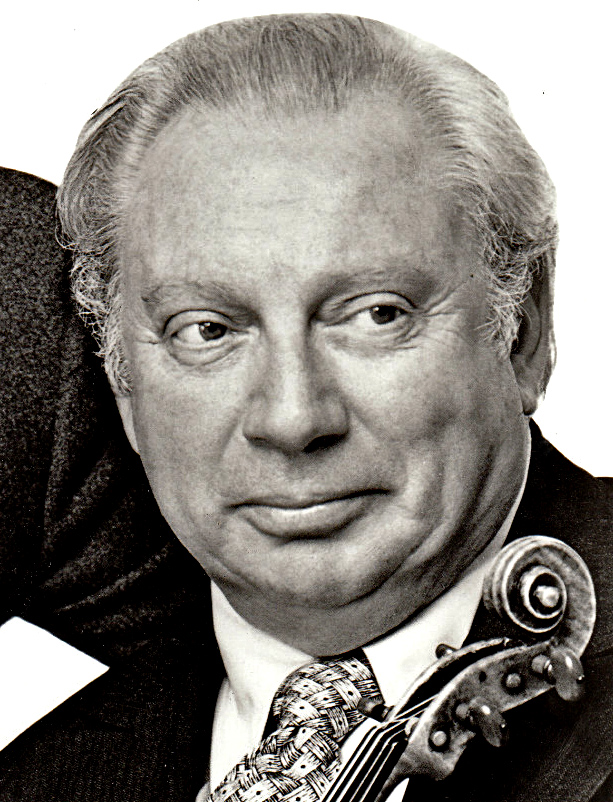
アイザック・スターン / 9月22日没

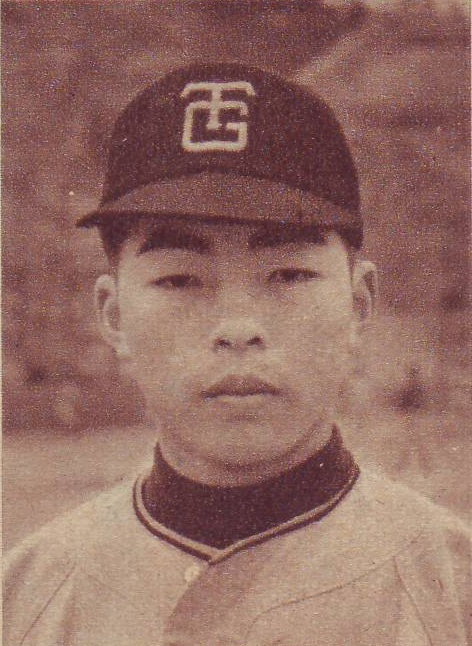
十時啓視 / 9月27日没

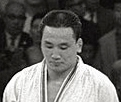
猪熊功 / 9月28日没

- 9月16日 - 高橋喜一郎、政治家、新庄市長（* 1909年）
- 9月16日 - 米森麻美、元日本テレビアナウンサー（* 1967年）
- 9月22日 - アイザック・スターン、ヴァイオリニスト（* 1920年）
- 9月25日 - ロバート・フロイド、計算機科学者（* 1936年）
- 9月27日 - 十時啓視、プロ野球選手（* 1936年）
- 9月28日 - 猪熊功、柔道家、実業家（* 1938年）